# Szövőházak Hollókőn
A szövőházak Hollókő Ófalujában a Kossuth Lajos út 92. és 94. alatt találhatók.

## Kialakulásuk
A palóc család gazdálkodása, állattartása is meglehetősen sajátos volt, így a ruházat előállítása is. A falu határában „szinte” mindenütt  kijelölt hely volt a „kenderföld”, ahol elsősorban asszonyok foglalatoskodtak. Kendervászonból varrták viseletük jelentős részét: ágyneműt, háztartási felszereléseket (asztalterítő) és személyes tárgyaikat (tarisznya) is. Erre a gazdasági kényszerűség is rávitte az asszonyokat.
A kendert gyökerestől szedték ki a földből, „kinyőtték,” áztatták, szárították és tilolták. A puhítás után jött a„ gerebenezés”, és ősszel már fonhatták is a „szöszt”. A rokkákon kézzel fonták a kendert.
A fonáshoz és a szövéshez szerveződtek a fonó-, és szövőházak. Ezek még a 20. század 30-as és 40-es éveiben is megvoltak. A hosszú téli estéken itt zajlott a fiatalság szórakozása.  Lehetett énekelni, játszani és táncolni is. Ide a legények is bejöttek. A szövőházban bemutatókat tartanak a vetélő-szövéssel készült textíliákból.
Szinte természetes volt, hogy a női viselet vált a leggazdagabbá, legszínpompásabbá. A legjellegzetesebbek voltak: a Buják, a Kazár, a Hollókő,  a Bánk, az Őrhalom  a Ludány, a Hasznos, a  Dejtár, a Szügy, az Érsekvadkert, a Cserhátsurány és a Maconka  környéki népviseletek. A viseletek sajátosságait a két világháború között  gazdaggá vált, sajátos  helyi hímzéskultúrák erősítették fel. A hímzett ruhadarabok, ingvállak, kötények, pruszlikok, fejkendők és zsebkendők már-már sajátos műalkotások. A viseletek igazodtak az alkalomhoz és az életkorhoz is. Mást lehetett viselni a templomban és mást a mulatságokban. Az új menyecskék látványos dísze a főkötővolt, amit az esküvő után általában egy évig, vagyaz első gyermek megszületéséig viselt.

## Helyi népi dallam a szövőházban
1.)  
2. Szép csillagos ég ha beborul, kiderül.
Házunk előtt van egy lóca, rá ne ülj!
Ha ráülsz is, jól vigyázz, hogy le ne ess!
Voltál szeretőm, de már nékem nem këllesz!

## A Kossuth út 94-ben kiállított szövőszékek

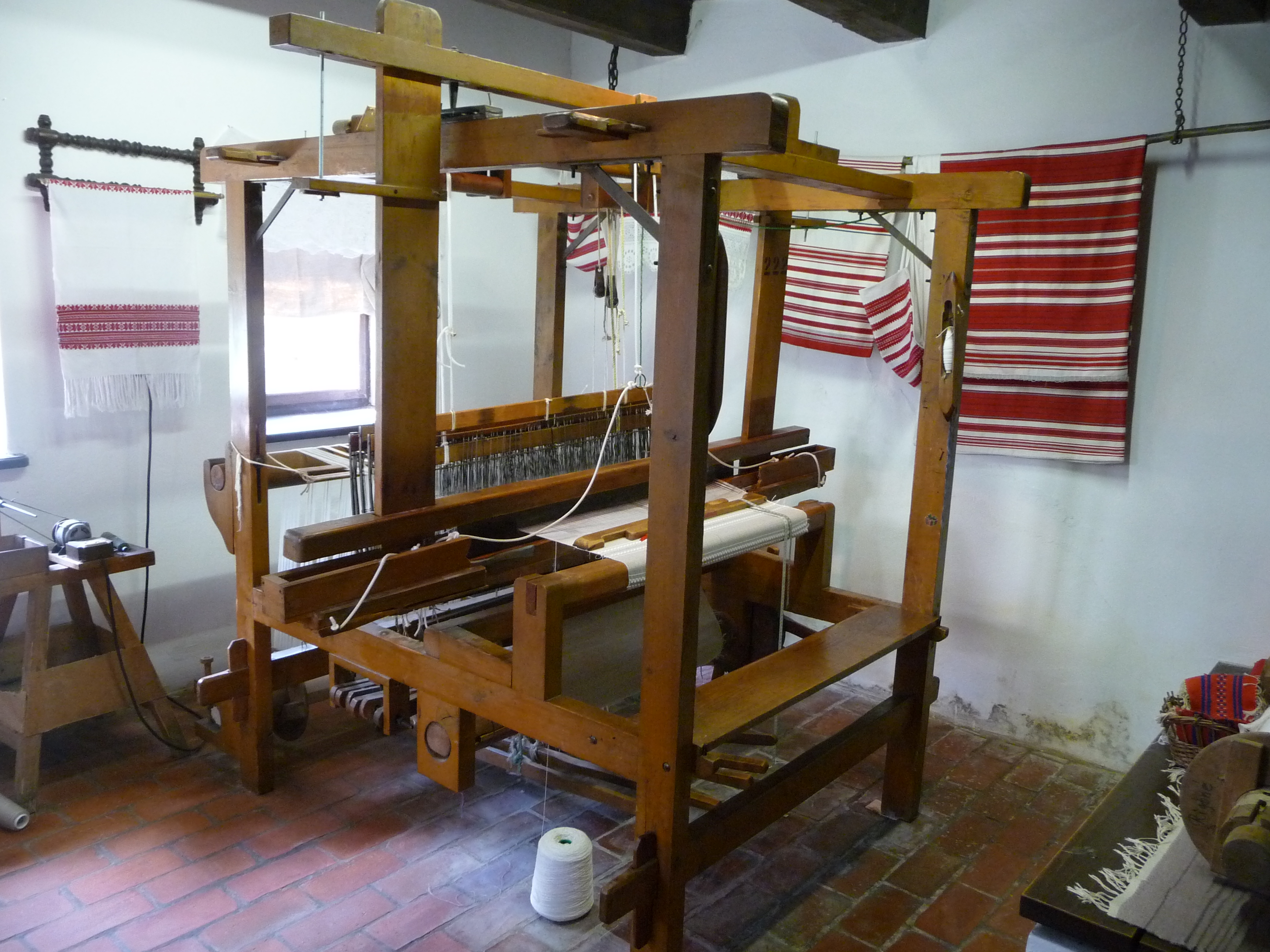
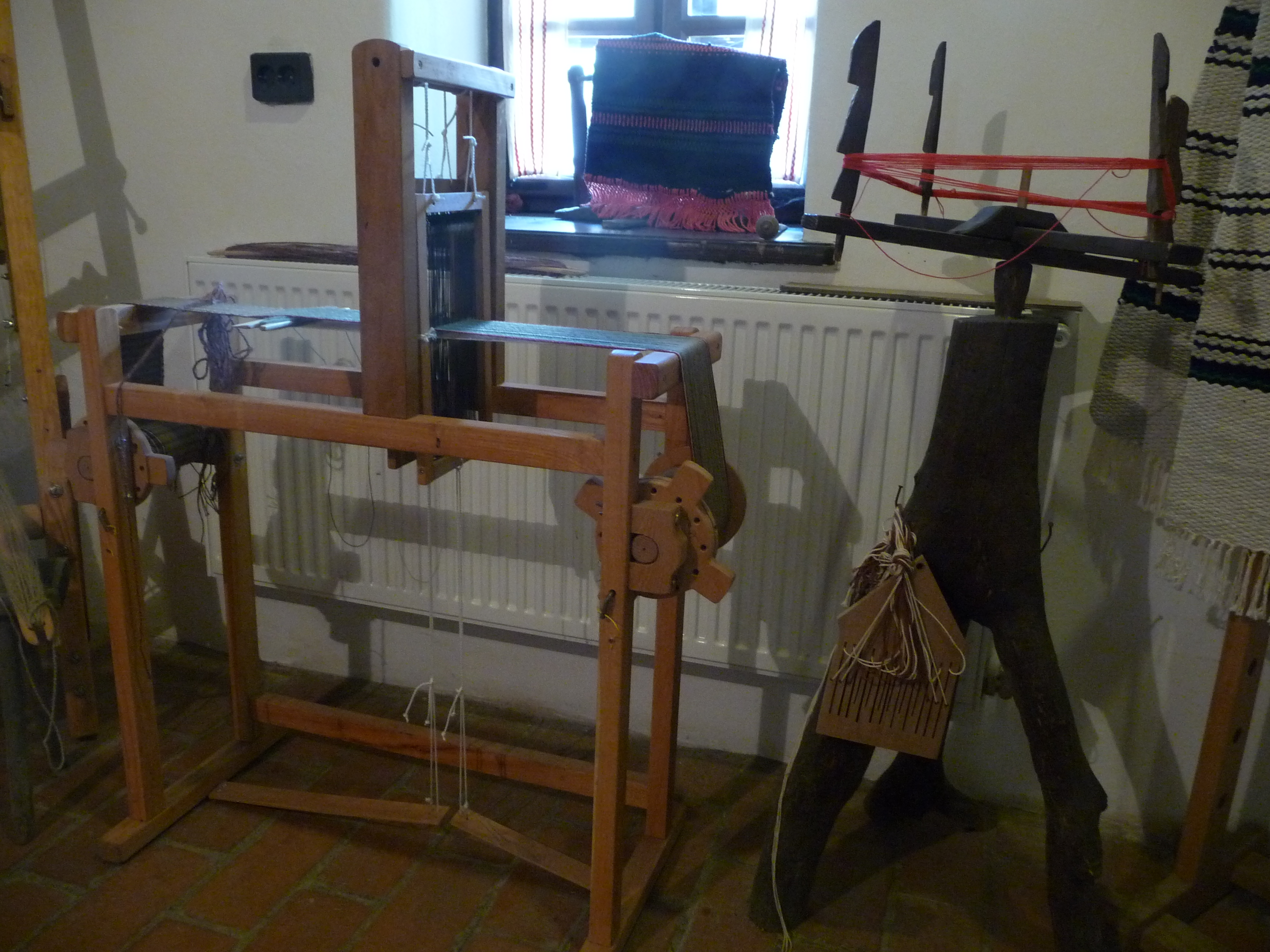
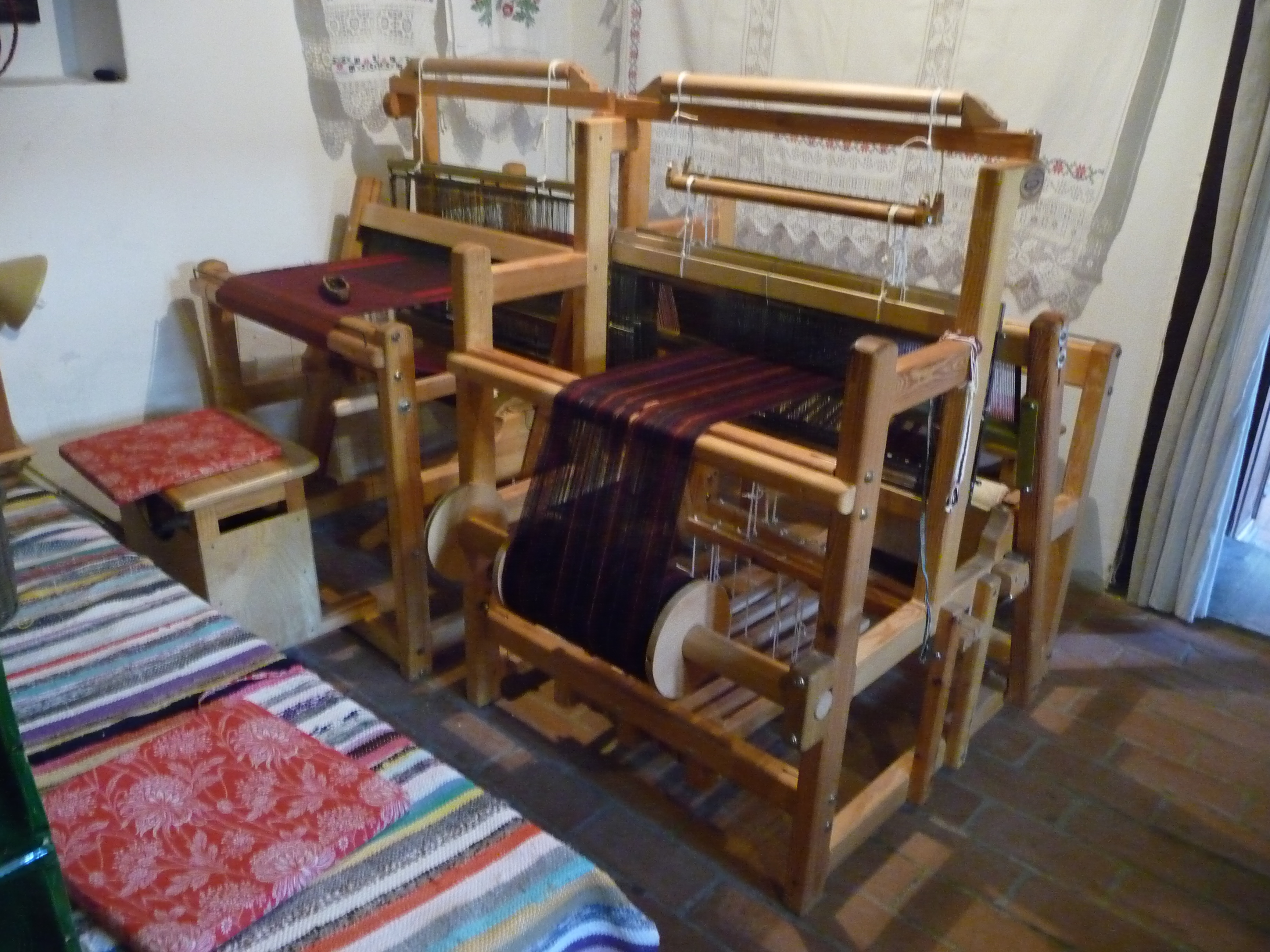
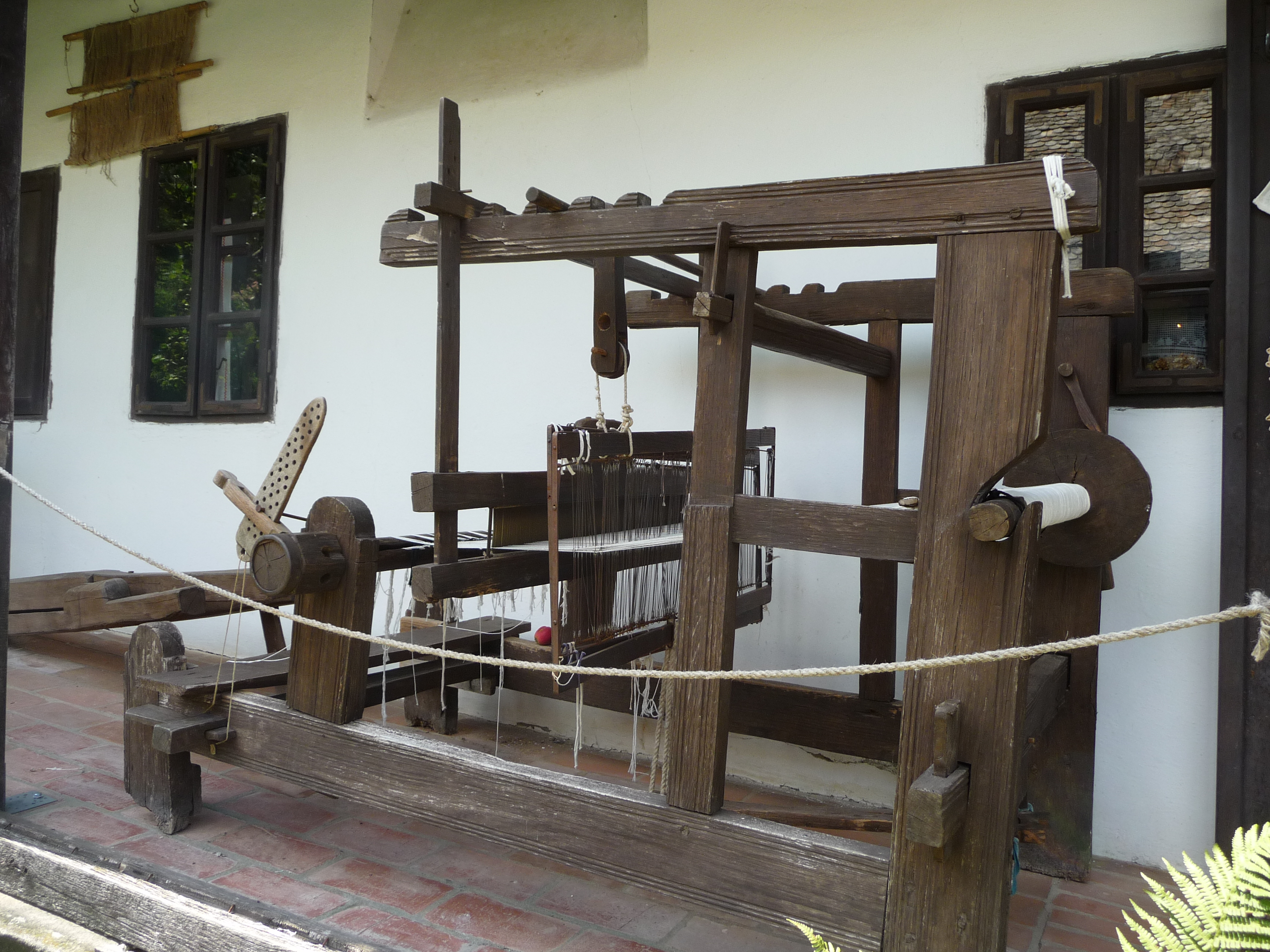

## Egy palóc lány textil hozománya az 1950-es években
- szakajtókendő – 8–10 db
- törülköző – 8–10 db
- abrosz (hurcoló), vagyis köznapi – 2 db
- abrosz (ünneplő) – 4–5 db
- asztalabrosz (kivarrott is, szövött is) – 2–3 db
- ingváll – 40 db
- pendel – 20–25 db
- fehelhaj (fejelhaj) – 2–4 db
- derekaljhaj – 2–4 db
- lepedő, hálaló (háló lepedő) – 6 db
- háziszőttes takaró, csipkerésszel – 10 db
- vászonanyag – 20–40 rőf
- zsák – 6–8 db